# Procomú
Els procomuns o béns i capacitats comuns (commons en anglès), també anomenats béns comunals o emprius, es defineixen com aquells recursos que pertanyen, o es comparteixen, en el si d'una comunitat. Aquests recursos poden ser de qualsevol tipus, des de recursos naturals i terres fins a programari. Els béns comuns s'orienten en favor de l'ús i la reutilització, més que no pas com un producte de bescanvi. Són béns que no poden ser assimilats a mercaderies i, per tant, el seu ús no es regeix pel funcionament propi dels mercats.
El procomú fa referència tant als béns com a les capacitats o pràctiques, ja que sempre ens referim a elements sostinguts per col·lectius humans: 
- El procomú com a béns fa referència a la noció de propietat compartida entre els membres de la comunitat, el conjunt de béns que aquesta crea, hereta o als que té accés (recursos naturals, culturals i socials, coneixement, diversitat biològica i genètica)[3].
- El procomú com a pràctica i com a capacitats fa referència a l'escala de valors de la qual formen part els membres de la comunitat, a les relacions entre ells, amb l'entorn i amb els béns compartits, les maneres de fer i les estratègies exitoses per la seva sostenibilitat (les cures, la redistribució o repartiment, la reparació, reposició reproducció i reproducció, la justícia, equitat, empatia i consciència de l'altre).[2]

La Viquipèdia, la Fundació Goteo o la infraestructura de Xarxa de Telecomunicacions guifi.net són exemples de procomuns base digital.